# عروسکی وصل به یک ریسمان
«عروسکی وصل به یک ریسمان» (به انگلیسی: Puppet On A String) ترانه‌ای سرودهٔ فیل کولتر و بیل مارتین است که اولین بار در سال ۱۹۶۷ توسط سَندی شو ضبط شده‌است. شو با این ترانه به‌عنوان نمایندهٔ بریتانیا در مسابقهٔ آواز یوروویژن سال ۱۹۶۷ وین شرکت کرد و برندهٔ آن دور از رقابت‌ها شد.
«عروسکی وصل به یک ریسمان» در ۲۷ آوریل ۱۹۶۷ شمارهٔ ۱ جدول تک‌آهنگ‌های بریتانیا شد و برای ۳ هفتهٔ متوالی آن جایگاه را حفظ کرد. این اولین ترانهٔ یوروویژنی بود که صدرنشین چارت موسیقی بریتانیا شد. به جز بریتانیا «عروسکی وصل به یک ریسمان» در زمان انتشارش در چند کشور دیگر از جمله آلمان، اتریش، هلند، نروژ و بلژیک (در هر دو جدول والونیا و فلاندرز) هم صدرنشین جدول‌های فروش موسیقی شد.
با وجود فروش میلیونی ترانه و موفقیت گستردهٔ آن، شو جایی گفته‌است که از همان اوم-پای ابتدای قطعه گرفته تا طبل بزرگ آخر، از همه‌شان متنفر بوده‌است. به‌گفتهٔ او محتوای جنسیت‌زده و صدایی که شبیه ساعت کوکو است از عوامل دافعهٔ این قطعه برایش بوده‌اند.
از نظر موسیقی، عدم تناسب نَواک «عروسکی وصل به یک ریسمان» با گستره صوتی وکال شو باعث شده او بعضی جاها بیش از اندازه به خودش فشار بیاورد و روی بعضی نت‌ها تاکیدهای غیرعادی داشته باشد.